# Pavao Dimitrov
Pavao Dimitrov (15. stoljeće, hrvatski graditelj iz Zadra).
S bratom Jurjem gradi tri apside župne crkve u Pagu koje presvode rebrastim svodom.